# Czakwa
Czakwa (ukr. Чаква) – wieś na Ukrainie, w obwodzie rówieńskim, w rejonie waraskim, w hromadzie Antonówka. W 2001 liczyła 533 mieszkańców, spośród których 528 wskazało jako ojczysty język ukraiński, a 5 rosyjski.
W okresie międzywojennym wieś znajdowała się w granicach II RP, wchodząc w skład gminy Antonówka nad Horyniem w powiecie sarneńskim, w województwie wołyńskim.